# Ot me-Avshalom
Ot me-Avshalom (hébreu: אות מאבשלום Traduction: Une Lettre de Avshalom ou Un Signe de Avshalom) est un roman écrit par l'auteur israélien Nava Macmel-Atir et publié par Yediot en 2009. Le livre est rapidement devenu un best-seller et Macmel-Atir reçu la commémoration "livre d'or", pour la vente de 20 000 exemplaires, en seulement trois mois après sa sortie. Six mois après sa publication, "Ot me-Avshalom" a reçu la commémoration "Platinum livre", de l'Association des éditeurs du livre d'Israël, pour la vente de 40 000 exemplaires. En juin 2015, "Ot me-Avshalom" a reçu la commémoration "Diamant livre" pour la vente de 100 000 exemplaires.

## Résumé

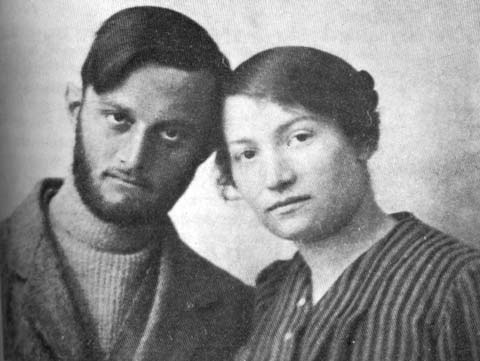
Avshalom Feinberg et Sara Aharonson, membres du réseau d'espionnage Nili, 1916

Une jeune graphologue nommée Alma Bach va sur la piste d'un homme dont l'écriture a été envoyé à elle pour l'évaluation. Elle découvre des caractéristiques telles que l'esprit vif, un degré élevé de connaissance générale et de courage. Elle découvre un homme passionné avec une imagination très développée, le style de la langue, et la sensibilité d'un artiste, un homme doué d'une personnalité magnétique qui attire les gens proches de lui tout en même temps sait se isoler et de garder un secret, mais essentiellement un homme qui est capable d'aimer à de grandes amplitudes et qui est prêt à se sacrifier pour son amour, pour son amour de la terre, pour son amour d'une femme et finalement payer le prix ultime pour elle. Alma est déterminé à rencontrer cet homme en face-à-face.
L'histoire saute essentiellement entre deux périodes parallèles, dont la première a lieu en Israël moderne, où Alma subit son voyage pour découvrir l'homme qu'elle cherche. Le second établit une représentation biographique de la vie d'Avshalom Feinberg, le fondateur et chef du réseau d'espionnage Nili, qui commence à la fin du XIXe siècle en Palestine et continue dans la première partie de la XXe siècle.

## Récompenses et distinctions
- Commémoration Livre d'or - l'Association des éditeurs du livre d'Israël - Septembre 2009[1]
- Commémoration Platinum livre - l'Association des éditeurs du livre d'Israël - Janvier 2010[2]
- Commémoration Diamant livre - l'Association des éditeurs du livre d'Israël - Juin 2015[3]